# Віскітки
Віскіткі (пол. Wiskitki) — місто в Польщі, у гміні Віскітки Жирардовського повіту Мазовецького воєводства.
Населення — 1404 особи (2011).
У 1975-1998 роках село належало до Скерневицького воєводства.
Мало міські права у 1595-1870 та 1916-1919 роках. 1 січня 2021 року поновлено міські права.

## Демографія
Демографічна структура станом на 31 березня 2011 року:
|          | Загалом | Допрацездатний вік | Працездатний вік | Постпрацездатний вік |
| -------- | ------- | ------------------ | ---------------- | -------------------- |
| Чоловіки | 689     | 144                | 482              | 63                   |
| Жінки    | 715     | 154                | 397              | 164                  |
| Разом    | 1404    | 298                | 879              | 227                  |